# NGC 1578
NGC 1578 è una vasta galassia a spirale situata nella costellazione del Dorado, a una distanza di circa 297 milioni di anni luce dalla nostra Via Lattea.

## Scoperta
La galassia è stata scoperta il 27 dicembre 1834 dall'astronomo britannico John Herschel.

## Descrizione
NGC 1578 ha una classe di luminosità I.

## Supernove
Due supernove sono state scoperte in NGC 1578: SN 2013fz e SN 2014cd.

### SN 2013fz
La supernova è stata scoperta il 2 novembre 2013 dall'astronomo amatoriale neozelandese Stu Parker. La supernova è stata classificata di tipo Ia.

### SN 2014cd
Anche questa supernova è stata scoperta da Stu Parker il 9 agosto 2014. La supernova è stata classificata di tipo Ia.